# 海王星
海王星（法語：Neptune），太陽系八大行星之一，也是太陽系中距离太陽最遠的行星。它是太陽系中體積第四大、質量第三大的行星，其质量約為地球质量的17.1倍，体积约为地球的57.7倍。海王星以羅馬神話中的海神尼普顿（Neptunus）命名，其天文學的符號（♆，Unicode編碼U+2646）是希臘神話的海神波塞頓使用的三叉戟。
海王星于17世纪时已有观测记录，在1846年9月正式被柏林天文台發現，是唯一一颗通過數學计算預測而非实际觀測發現的行星。天文學家利用天王星軌道的攝動现象推測出了海王星的存在與可能的位置，最终被证实，因而其被稱為“笔尖上算出的行星”。
作爲一個冰巨行星，海王星的大氣層主要由氫和氦組成，還有微量的甲烷，使行星呈現淡藍色。因為天王星大氣中存在濃霧，所以海王星的藍色比含有同樣質量甲烷的天王星更為鮮豔。海王星上有太陽系最強烈的風，測量到的風速高達每小時2,100公里。迄今为止，僅有美国的航海家2號飞船曾在1989年8月拜訪過海王星，並對其南半球的大暗斑和木星的大紅斑做了比較。海王星距離太陽比較遠，是太陽系中最冷的星球之一，溫度約為-218℃（55K）。海王星的內核溫度約為7,000℃，与太阳表面温度相当，这也和大多數已知的行星相似。
2003年，美國國家航空暨太空總署提出有如卡西尼-惠更斯號科學水準的海王星軌道探測計畫，但不使用熱滋生反應提供電力的推進裝置；這項計劃由噴射推進實驗室和加州理工學院一起完成。2022年7月，美国的詹姆斯·韦伯望远镜再次对海王星进行了拍摄，30多年来首次清晰地拍摄到海王星的行星环。

## 歷史

### 观测与發現
海王星的发现经历了长期的探索过程。早在17世纪，意大利科学家伽利略就曾试图觀測並描繪海王星。1612至1613年间，伽利略曾做过两次觀測，但因為海王星在他觀測時靠近木星（在合的位置），令伽利略將海王星誤認為一顆恆星，这使得他未被视为海王星的发现者。在伽利略第一次觀測時，海王星在留轉向逆行的位置，運動過於微小，以至於伽利略的小型望遠鏡察覺不出位置的改變。但在2009年，澳洲墨爾本大學的物理學家大衛·傑美生宣稱有新的證據表明伽利略至少知道他看見的星星相對於背景的恆星有微量的相對運動。

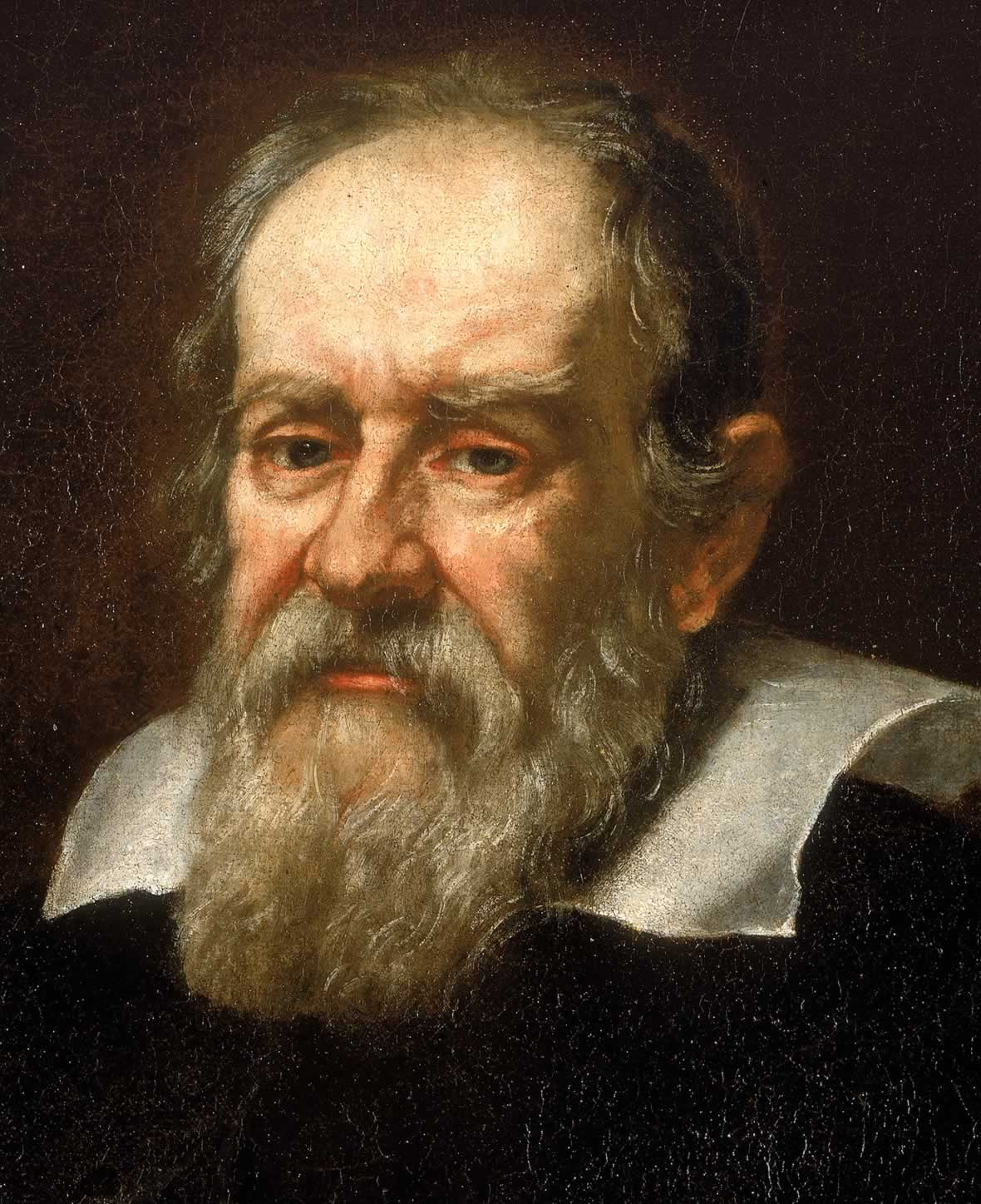
意大利科学家伽利略（1564-1642）

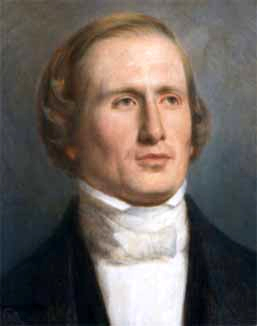
法国天文学家于尔班·勒威耶（1811-1877），是以自己的計算發現海王星的人。

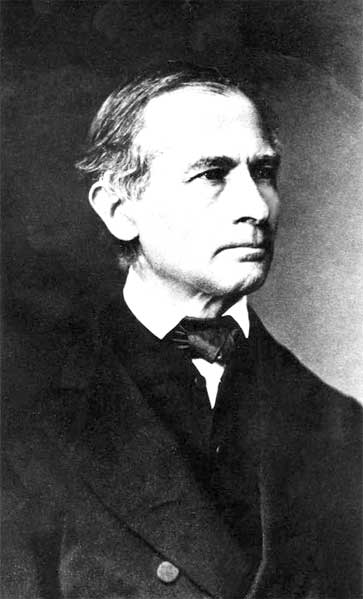
德国天文学家约翰·戈特弗里德·伽勒（1812-1910）

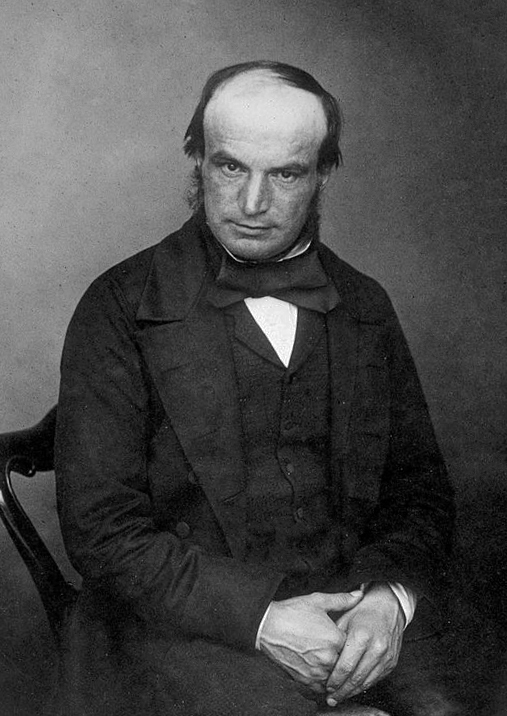
英国天文学家及数学家约翰·柯西·亚当斯（1819-1892）

两个世纪后的1821年，法国天文学家亞歷斯·布瓦出版了天王星的軌道表，但隨後的觀測顯示出天王星的軌道與表中的位置偏差越來越大，布瓦因此假設有影响天王星运动的攝動體存在。1845年，英國天文学家及數學家約翰·柯西·亞當斯計算出了这颗可能影響天王星運動的第八顆行星軌道，並將計算結果送交了英国的皇家天文學家喬治·比德爾·艾里。艾里收到稿件后，曾询问了亞當斯一些在計算上的問題，但亞當斯未曾回覆，该发现因而被搁置。

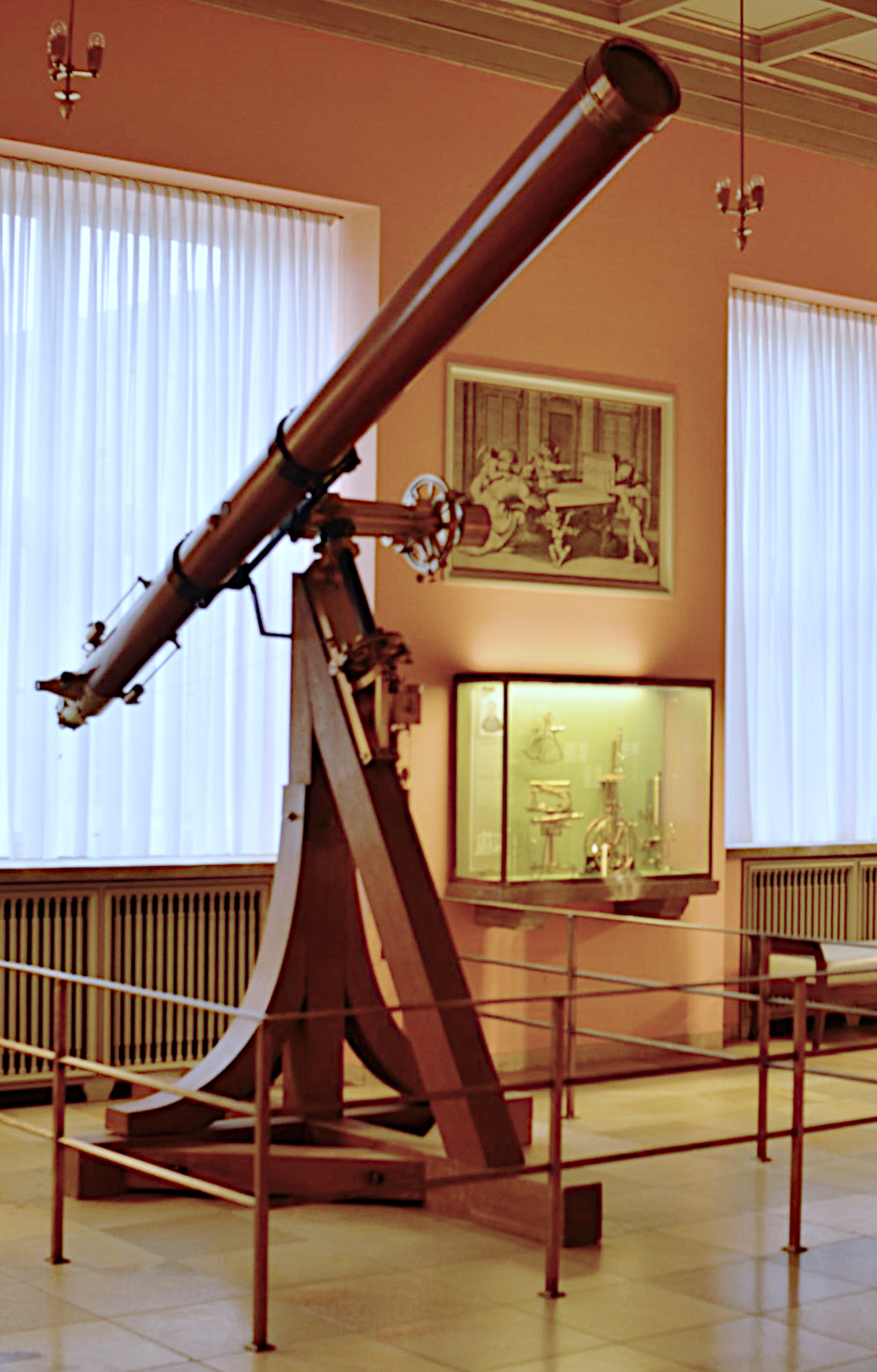
加勒用來發現海王星的 9 吋折射鏡

1846年，法國工藝學院的天文學教師于尔班·勒威耶依靠自身獨立完成了海王星位置的推算。同年，英國的天文学家約翰·赫歇耳也開始擁護以數學的方法去搜尋行星，並說服本国另一位天文学家詹姆斯·查理士著手進行此事，但这次的行动又遭遇了延宕和忽视。在多次耽擱之後，查理士于1846年7月勉強開始了搜尋的工作，但最終未能發現海王星。在幾乎同一时间，勒威耶也說服德国（时为普鲁士王国）柏林天文台的天文学家约翰·戈特弗里德·伽勒搜尋该行星。當時仍是柏林天文台學生的海因里希·路易·达雷表示他正好完成了勒威耶預測天區的最新星圖，可做為尋找新行星時與恆星比對的參考圖。最终，在1846年9月23日晚间，海王星被柏林天文台观测發現，其與勒威耶預測的位置相距不到1°，但與亞當斯預測的位置相差12°。事後，英国的查理士發現他在8月時已兩度觀測到海王星，但因為對這件工作抱持漫不經心的态度而未曾進一步的核對，致使其失去了发现的先机。
由於民族優越感和民族主義，這項發現在英法兩國引起爭議，國際間的輿論最終迫使勒威耶接受亞當斯也是共同的發現者。然而，在1998年，史學家才得以重新檢視天文學家艾根遺產中的海王星文件（來自格林威治天文臺的歷史文件，可能被艾根竊取近三十年，在他逝世之後才得重見天日）。在檢視過這些文件之後，有些史學家認為亞當斯不應該得到與勒威耶相同的殊榮。

### 命名
發現之後不久，海王星被稱為“天王星外的行星”或“勒威耶的行星”。约翰·戈特弗里德·伽勒是第一位建議將海王星取名的人，他建議將這顆行星稱為“雅努斯”（羅馬神話中看守門戶的雙面神）。在英國，查理士提議將之命名為“歐開諾斯”；在法國，阿拉戈建議將海王星稱為“勒威耶”，但在法國之外對此名字的抗議聲浪強烈。法國天文年曆當時以“赫歇耳”稱呼天王星，並以“勒威耶”稱呼這顆新發現的行星。同時，在分開和獨立的場合，亞當斯建議修改天王星的名稱為“喬治”，而勒威耶經由經度委員會建議以“Neptune”作為新行星的名字。瓦西里·雅可夫列维奇·斯特鲁维或其子奧托·威廉·馮·斯特魯維在1846年12月29日於聖彼得堡科學院挺身而出支持勒威耶建議的名稱。很快，海王星成為國際上公認的新名稱。在羅馬神話中的“Neptune”等同於希臘神話的“Poseidon”，都是海神，因此中文翻譯為海王星。新發現的行星遵循了行星以羅馬神話中的眾神為名的原則，而除了天王星之外，都在遠古時代就被命名。
在中文、韓文、日文和越南文中，该行星名称的漢字写法均為“海王星”。在印度，這顆行星的名稱是Varuna（即伐楼拿），是印度神話中的海神，與希臘-羅馬神話中的Poseidon/Neptune意義相同。

## 物理性質

### 質量和結構

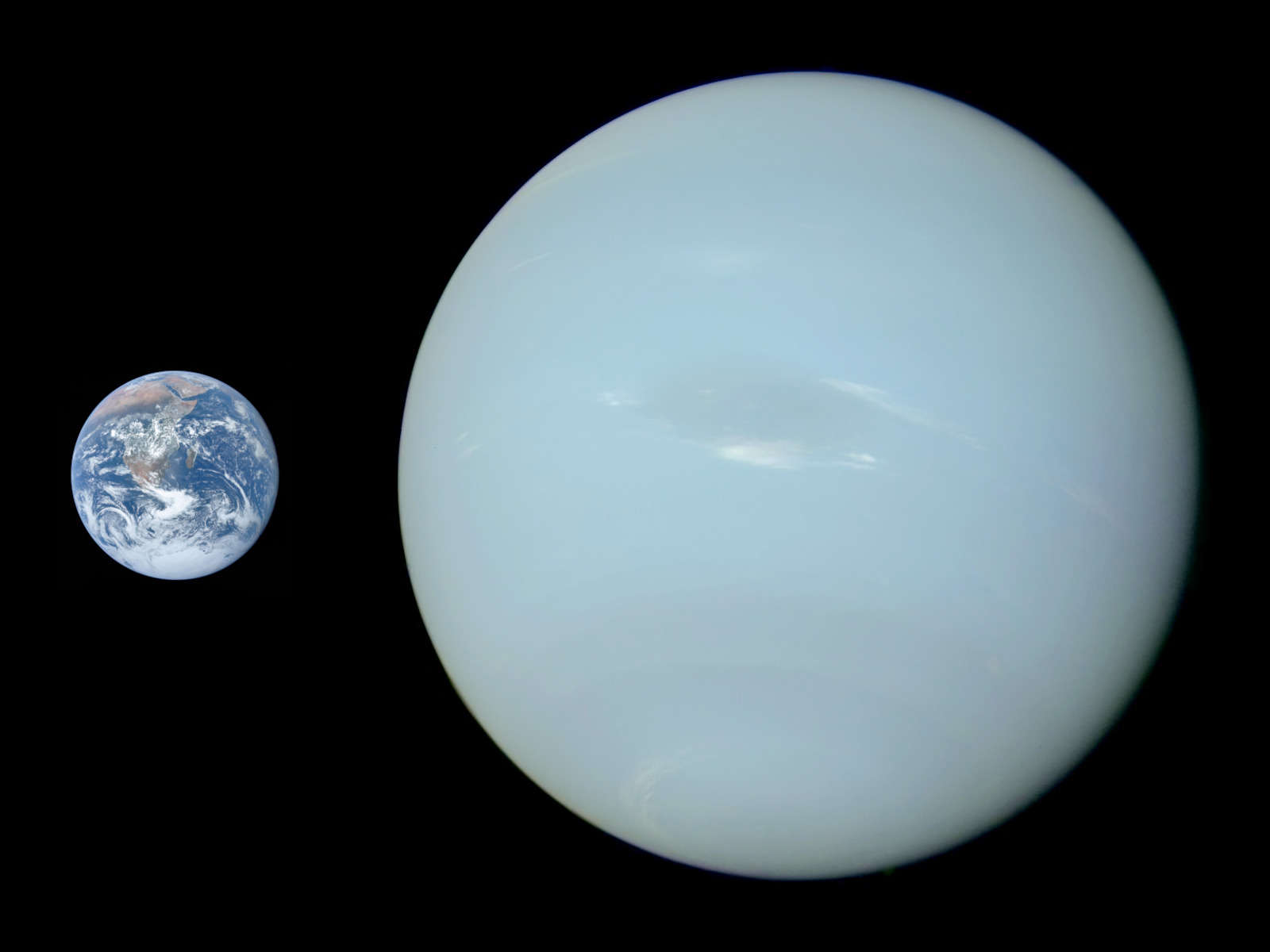
海王星和地球大小比較

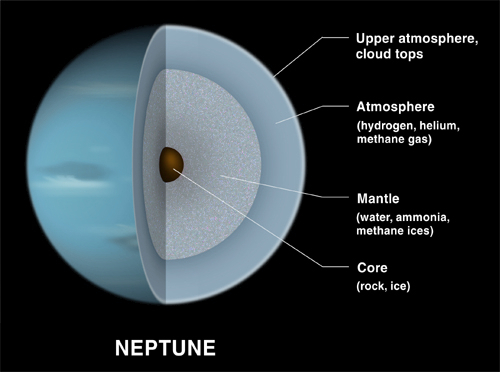
海王星內部結構

海王星的質量為1.0243×1026公斤（地球的17倍，木星的1/18.6），是介于地球和氣態巨行星之间的中等行星。由於它的质量小於典型的氣態巨行星，而且密度、组成成份、内部结构也和它們有显著差别，因此海王星和天王星經常被归为类木行星的子类：冰巨行星。在寻找太阳系外行星的领域，海王星被用作一个通用的代号，指所发现的类似海王星质量的系外行星，就如同系外“木星”的用法。
海王星内部结构和天王星相似，行星核心是一个由大概1.2倍地球质量的鐵、鎳和矽酸鹽构成的混合体，中心壓力為7百萬巴（7千億帕），大概為地球中心壓力的兩倍。海王星地幔的质量相当于10到15个地球质量，富含水、氨、甲烷和其它成份，是在極端高氣压和極端高熱的環境下形成的超臨界流體，这种高导电性的流体被叫作水－氨海洋。
海王星内核的压力是地球表面气压的数百万倍，质量分布不如天王星集中。

### 大氣層

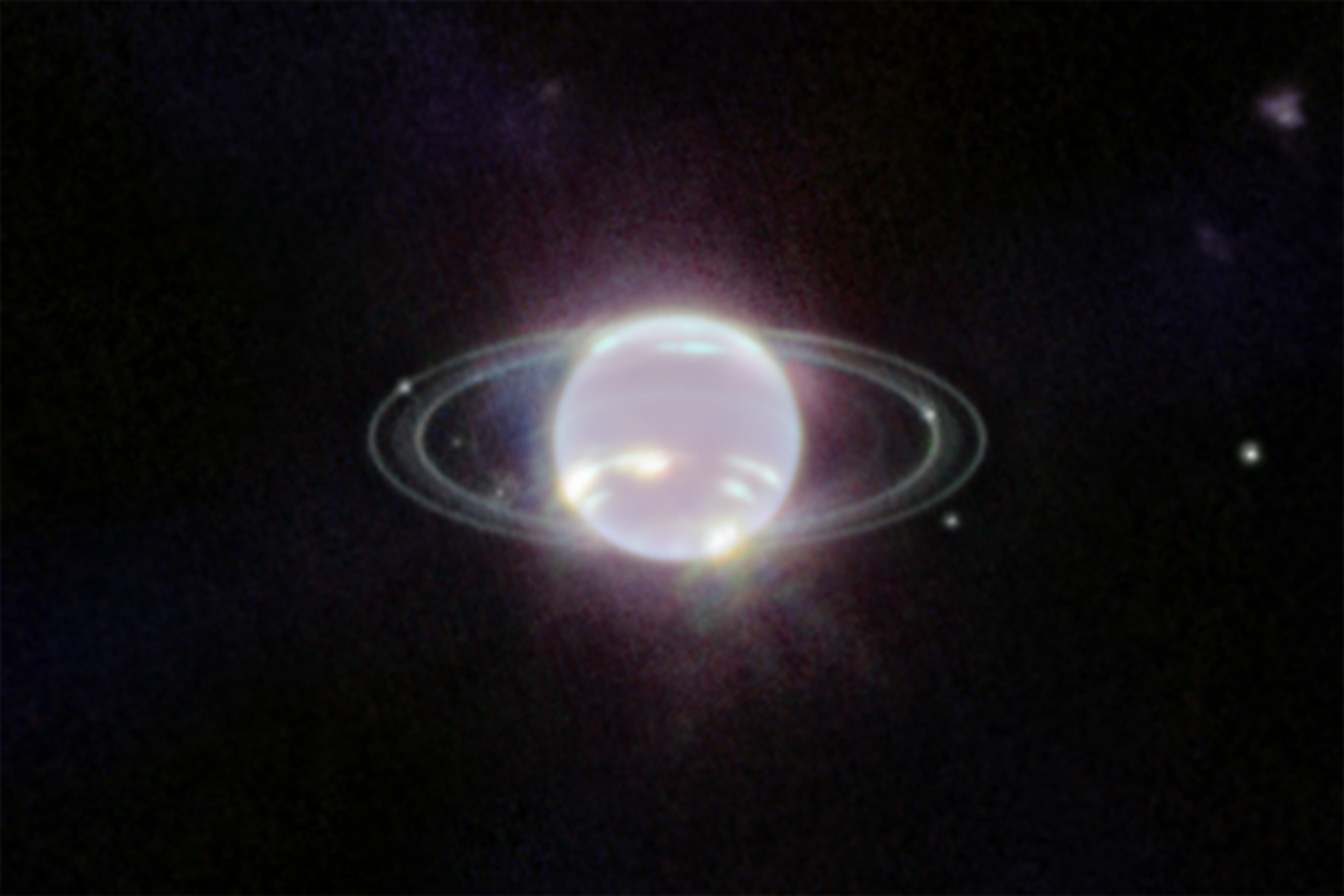
詹姆斯韦伯望远镜下的海王星

大气层佔海王星的质量大約10％到20％，甲烷、氨和水的含量随高度降低而上升，而其温度、密度和氣压也隨之而不斷上升，逐渐過渡成為極为熾热和稠密的地幔海洋。
在高海拔處，海王星的大氣層由80%的氫和19%的氦組成，也存在微量甲烷。海王星大气层的主要吸收波长为600奈米以上（紅色至紅外線的光譜位置），使海王星呈現与天王星一样的淡藍色色調。因為天王星大氣含有更多的濃霧，所以海王星的淡藍色比天王星柔和的青色更藍。
海王星的大氣層可以細分為兩個主要的區域：低層的對流層，該處的溫度隨高度降低；平流層，該處的溫度隨著高度增加，兩層邊界的對流層頂氣壓為0.1巴（10千帕）。平流層在氣壓低於10−5至10−4巴（1-10帕）處成為增溫層，並逐漸過渡為散逸層。
模型表明，海王星對流層的雲帶成分取決於不同海拔高度的氣壓。高海拔的雲出現之處的气压低于1巴，該處的溫度使甲烷可以凝結形成甲烷雲。當壓力在1巴至5巴（100至500千帕）時，大气中可能會形成由氨和硫化氫组成的雲。壓力在5巴以上時，雲可能會由氨、硫化銨、硫化氫和水組成。更深處的水冰雲可以在壓力大約為50巴（5百萬帕）處被發現，該處的溫度達到0℃。在海拔更低處，可能會發現由氨和硫化氫组成的雲。

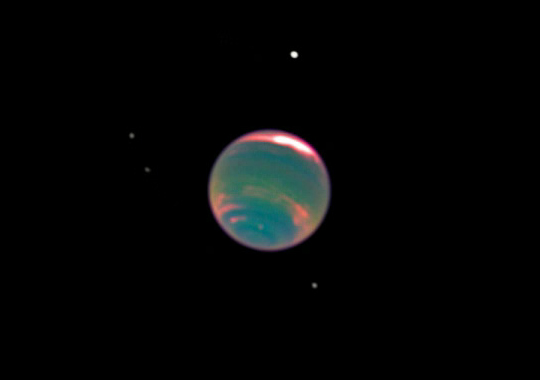
結合顏色和近紅外線的海王星影像，顯示在它大氣層中的甲烷帶和它的4顆衛星：普羅狄斯、拉瑞莎、加勒蒂亞和迪斯比納

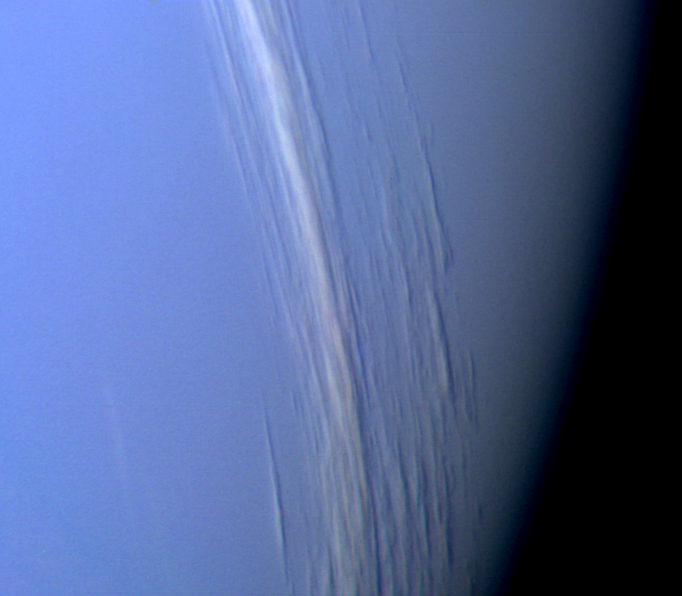
海王星高層的雲帶在較低層雲頂形成陰影

海王星的高層雲会在不透明的低層雲的頂部形成陰影，高層的雲也會沿著相同的緯度環繞行星。這些雲環帶的寬度大約在50公里至150公里，並且在低層雲頂之上50公里至110公里。這些雲只在對流層出現，因為平流層和增溫層沒有天氣活動。2023年8月，海王星的雲層可能因太陽耀斑而消失。哈勃太空望遠鏡和地面望遠鏡通過三十年的觀測表明，海王星的雲活動與太陽週期有關，而非行星自己的季節性變化。
海王星的可見光光譜表明，由於甲烷被紫外線光解後的產物（乙烷和乙炔）凝結，使得平流層低層出現霧氣。平流層也含有微量的一氧化硫和氰化氫。海王星的平流層因為碳氫化合物（烴）的濃度較高，因此會比天王星的平流層溫度高。
天王星的熱成層有著大約750K的異常高溫，其原因至今未明。因為這顆行星距离太陽太遙遠，高温不可能是從太陽來的紫外線輻射產生。一個可能的假設是行星的磁場與離子產生交互作用；另一個假設是來自行星內部的重力波在大氣層中消耗而產生熱量。熱成層包含微量二氧化碳和水，其來源可能來自外部，例如隕石和宇宙塵埃。

### 磁層
海王星有著與天王星類似的磁層，它的磁場相對自轉軸有著達47°的傾斜，並且磁場中心偏離行星中心至少0.55半徑（偏離質心13,500 公里）。在航海家2號抵達海王星之前，天王星的磁層傾斜被假設為側向自轉的結果，但通過比較這兩顆行星的磁場，科學家現在認為這種極端的指向可能是行星內部之水－氨海洋的特徵。海王星地函中的導電流體（可能是氨、甲烷和水的混合體）可能分層出穩定殼層及不穩定的熱對流殼層，較薄的對流殼層之發電機效應產生的磁層特徵與地球磁場不同，才造成磁極偏移的結果。由於內部巨大的壓力，這些導電體有可能是金屬氫，甚至可能有金屬銨等簡並態物質。
海王星於磁赤道表面的磁場強度大約是14 微特斯拉（0.14 G），對應的磁偶极矩大約為2.2 × 1017 T·m3（14 μT·RN3，此處RN是海王星的半徑）。海王星的磁場具有複雜的幾何結構，比如磁場強度可能超過磁偶極矩的強大四極矩。相較之下，地球、木星和土星的磁場四極矩相對磁場偶極矩都非常小（0.14、0.24和0.076倍），並且相對於自轉軸的傾角也都不大。海王星巨大的四極矩可能是磁場中心偏離行星中心和發電機效應受磁場偏移的幾何學限制的結果。
航海家2號在極紫外線和無線電頻率下的測量表明，海王星擁有微弱，複雜和獨特的極光，但因觀測時間所限，並未以紅外線探測。天文學家隨後使用哈勃太空望遠鏡，並沒有看到極光，與天王星清晰的極光形成鮮明對比。
海王星的磁層抵擋太陽風產生的弓形震波出現在距離行星半徑34.9倍之處。海王星的磁層頂位於海王星半徑的23-26.5倍之處，磁尾至少延伸至海王星半徑的72倍，並且還會伸展至更遠。

### 極光

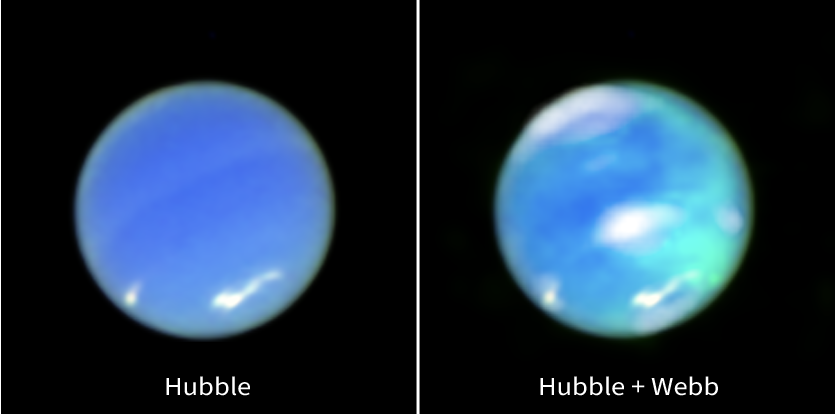
左側：由哈勃太空望遠鏡拍攝的海王星可見光影像。
右側：先前的哈勃影像與詹姆斯·韋伯太空望遠鏡拍攝的近紅外影像合成而成。由於極光在可見光範圍內無法被觀測，因此其在近紅外影像中的呈現被渲染為青色調。

於2025年3月天文學家首次觀測到海王星的極光，這是透過結合哈勃太空望遠鏡的可見光影像與詹姆斯·韋伯太空望遠鏡的近紅外（NIR）影像所實現的。相關數據是於2023年6月收集的。詹姆斯·韋伯太空望遠鏡試圖研究海王星大氣層的光譜，並成功偵測到三氫陽離子（H₃⁺），這種離子是在極光形成過程中產生的，被認為是氣態巨行星與冰巨行星上極光活動的重要指標。
海王星的極光性質受到其獨特磁場的顯著影響。與地球、木星或土星不同，海王星的磁極並未與其自轉軸對齊，因此其極光大多出現在中緯度區域，而不像地球或木星的極光主要集中在兩極地帶。

### 颜色
海王星的大气层在光谱中呈淡蓝色，仅比天王星大气层的蓝色饱和度稍高。海王星的早期伪色图片夸大了其颜色，使其在天王星的灰蓝色面前显得更加深蓝。这两颗行星也是用不同的摄像系统拍摄的，因此很难直接比较合成的图像。而且天文摄影设备对光谱的响应与人眼也有一定区别。之后，研究者重新审查了颜色，在2023年年底重新调整，使其标准化。

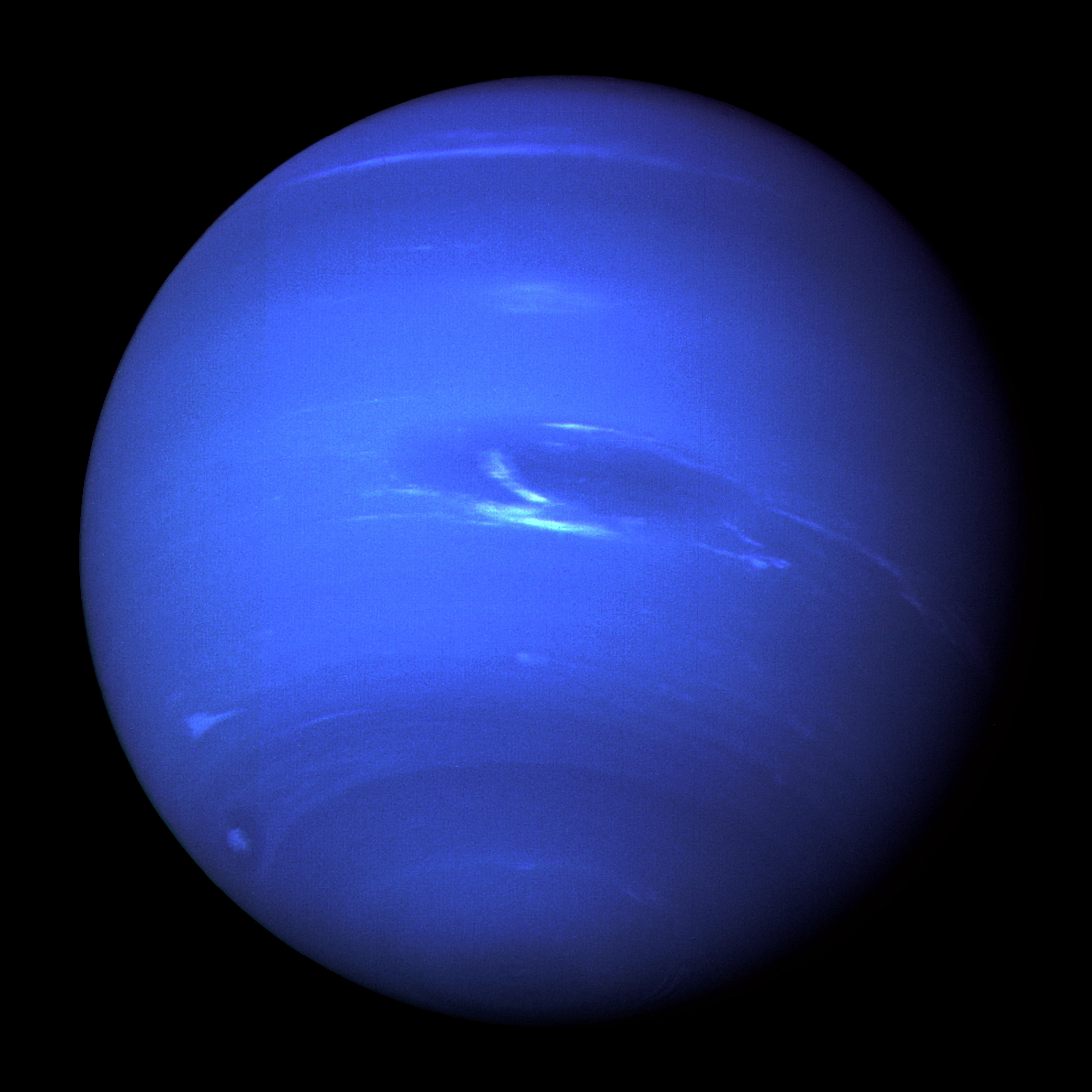
原始的双色（橙-绿）合成图像，来自NASA/JPL，由旅行者二号拍摄，夸大了海王星的颜色
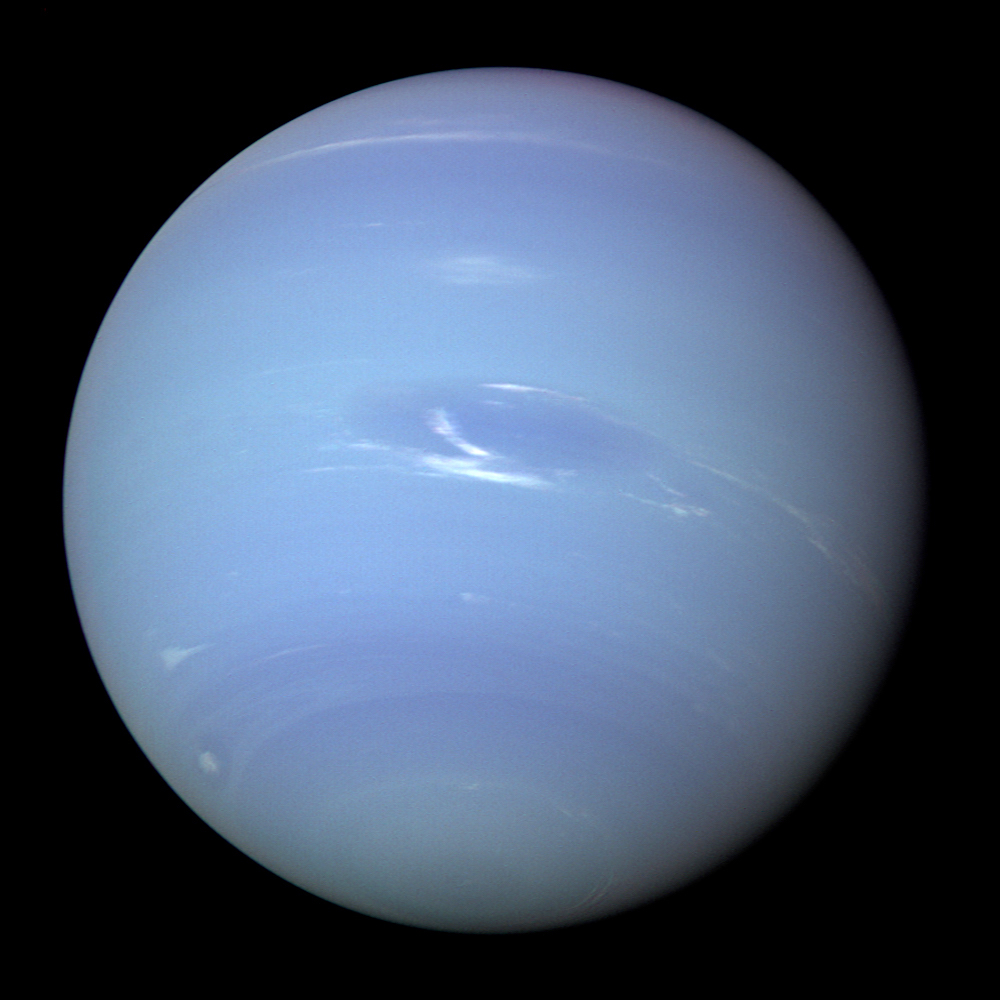
2016年重新校准了颜色（Justin Cowart），保留了一些对比度增强特征
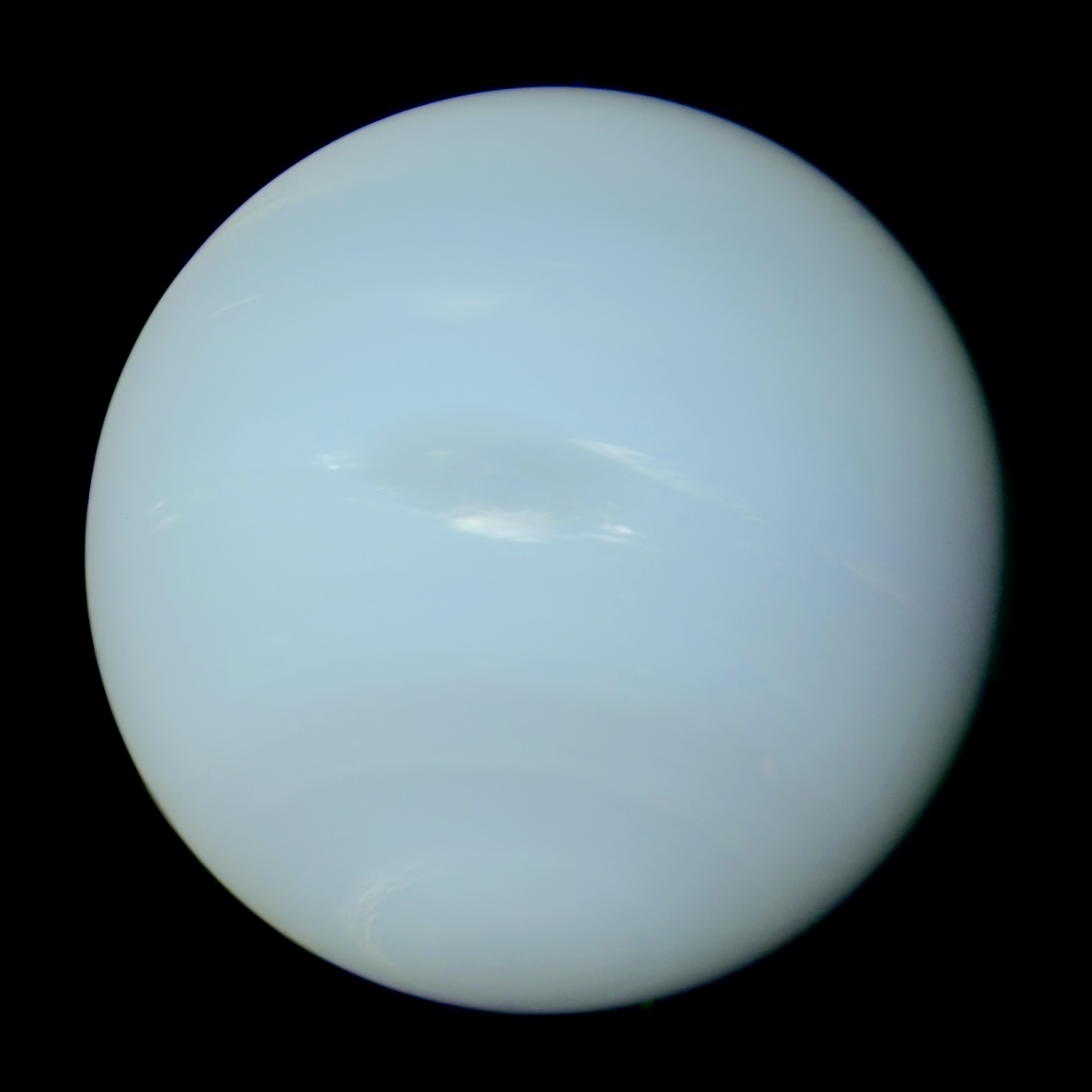
2023年重新校准颜色（Patrick Irwin），接近真实颜色

## 氣候

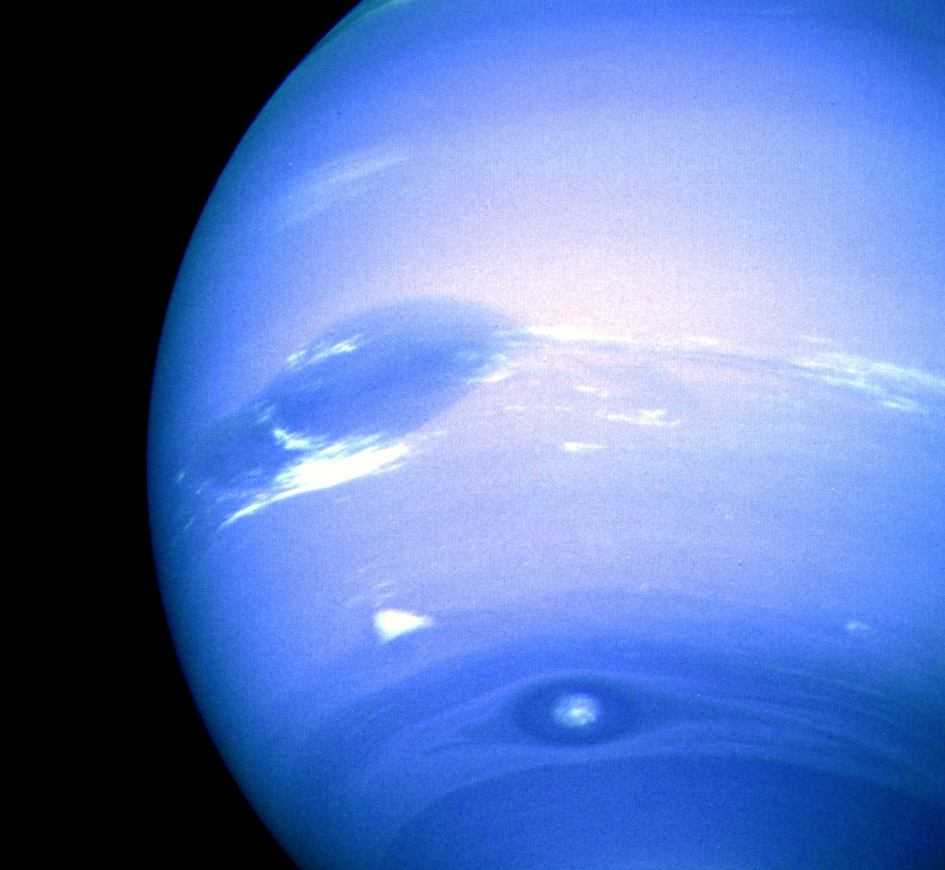
大暗斑（上面），滑行車（中間白色雲彩）和小暗斑（底部），颜色较为夸张

海王星和天王星的氣象活動程度很不同。1986年，當旅行者2号航天器飞经天王星时，该行星視覺上色彩相當均勻，沒有觀察到明顯天氣現象，而在1989年旅行者2号飛越期間，海王星则有明显的天气现象。海王星的大氣層中有太陽系中最为剧烈的風暴系統，其風速達到大约時速2,100公里的超音速，可能是由于海王星内部热流的推动。在赤道带區域，风速则普遍达到大约1,200公里每小时。根據蒲福風級（目前世界氣象組織所建議的分級），12級風的時速僅為118公里左右。
2007年，科學家發現海王星的南極比其表面的平均温度（大约为−200℃）高出约10℃，此溫度足以讓甲烷解凍釋放到南極的平流層，而在其它区域海王星的上层大氣中甲烷是被凍结着的。这个相对热点的形成是因为海王星的轨道倾角使得其南極在过去的40年受到太阳光照射，而一海王星年相当于165地球年。随着海王星慢慢地移近太陽，南極將逐渐變暗，而北極則被太阳光照亮，这使得甲烷释放区域將从南极轉移向北極。

### 風暴

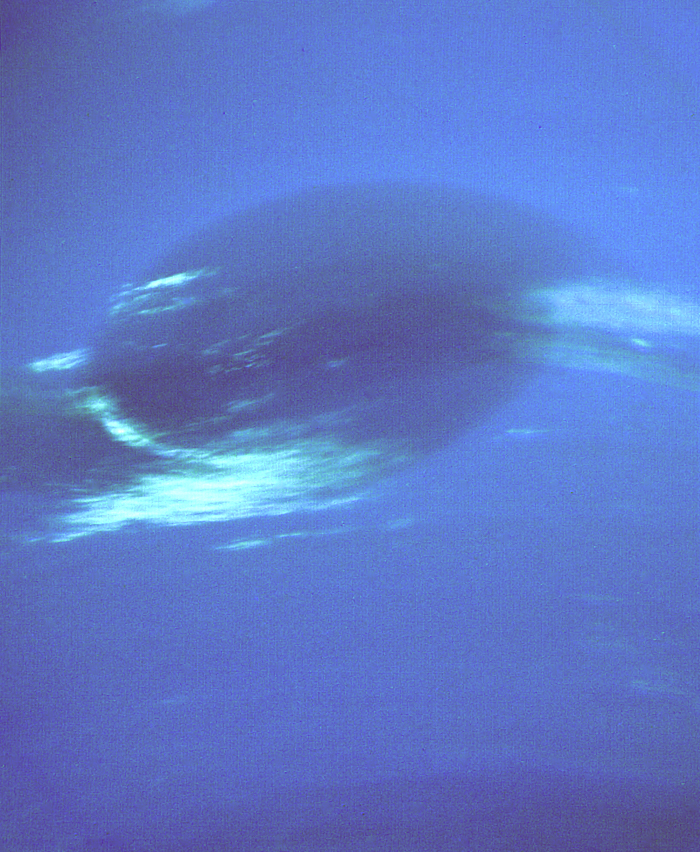
旅行者2号所拍摄到的大暗斑（色彩经增强处理）

1989年，美國航空航天局的旅行者2号航天器在海王星南半球發現了大暗斑，它是一個長13000公里，寬6000公里的橢圓飓风系统，與歐亞大陸大小相當。这个風暴和木星上的大紅斑類似，是一個反氣旋風暴。然而在1994年11月2日，哈勃太空望遠鏡在海王星南半球沒有看見大斑，反而在北半球发现了类似大暗斑的一場新的風暴。
「滑行車」（Scooter）是位于大暗斑更南面的另一場風暴，是一组白色云团。1989年，當旅行者2号造访海王星前的那几个月被发现时，就被命名了这个綽號：因为滑行車比大暗斑移動得更快。後來獲取的圖像顯示雲的移動速度甚至比最初的雲還要快。
小暗斑是一場位於海王星南部的颶風風暴，在1989年旅行者2号访问期間是海王星第二强的風暴。它最初是完全黑暗的，但在航海家2號的接近过程中，一個明亮的核心逐渐形成，并且出现在大多数最高分辨率的圖像上。
2018年，有一個新的主暗斑和較細的暗斑被識別和研究。2023年，人類首次在地球表面觀測海王星暗斑。
海王星的暗斑被認為於對流層中形成，且海拔比白色的雲團低，所以同為風暴的暗斑看起來才會像白色雲團下的暗色孔洞。由於它們可以持續數個月，因此它們被認為是一種渦旋結構。在對流層頂層附近的更亮和持續更久的甲烷雲常常與暗斑伴隨出現。這種伴雲的持續存在表明，一些之前出現過的暗斑可能會繼續以氣旋的形式存在，但不再可用肉眼識別。當黑斑遷移至赤道附近的時候，它們可能會由於某些未知機制而消失。

### 内熱
因为海王星的轨道距离太阳很远，海王星从太阳得到的热量很少，所以海王星大气层顶端温度只有-218℃（55K），在大氣壓力為1巴時，溫度為72K（−201.15℃），而由大气层顶端向内温度稳定上升。和天王星类似，星球内部热量来源未知，但兩者的差異显著：作为太阳系最外側的行星，海王星只接收到天王星接收到的陽光的40%，但輻射出了從太陽中接收到的能量的2.61倍，大到维持了太阳系所有行星中已知的最高速风暴，而天王星只有1.1倍。學者对其内部热源有几种解释，包括行星核心的放射热源、行星生成时吸积盘塌缩能量的散热、还有重力波对大氣層的扰动，但這些原因卻難以同時解釋天王星缺乏內部熱源，卻能同時保持兩顆行星之間的明顯相似性的原因。
海王星有如此猛烈的風暴的另一個可能原因是，當风暴有足够的能量時，它们会产生湍流，进而減慢风速（正如在木星上那样）。然而在海王星上，太陽能过于微弱，就算开始刮风也不會产生湍流，从而能保持極高的速度。海王星释放的能量比它從太陽得到的还多，因而这些風暴也可能有着尚未確定的內在能量來源。

## 卫星

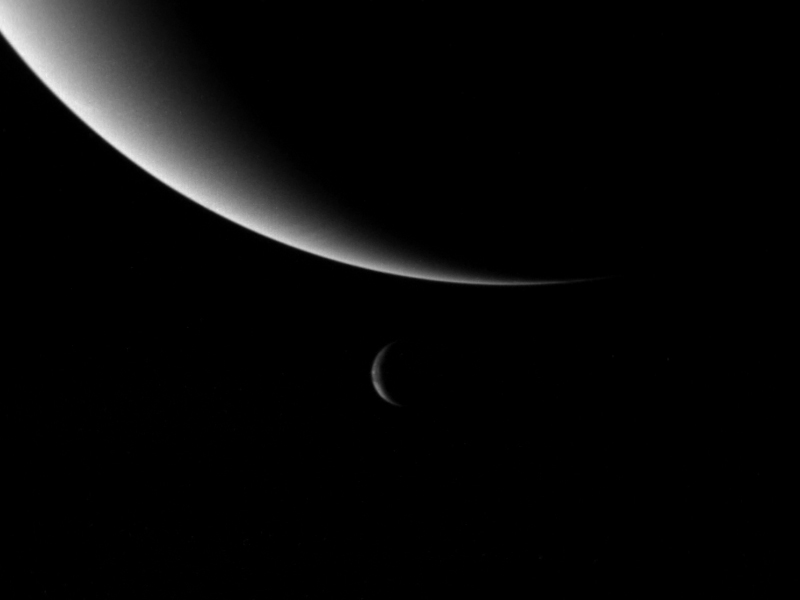
海王星（上）和海衛一（下）

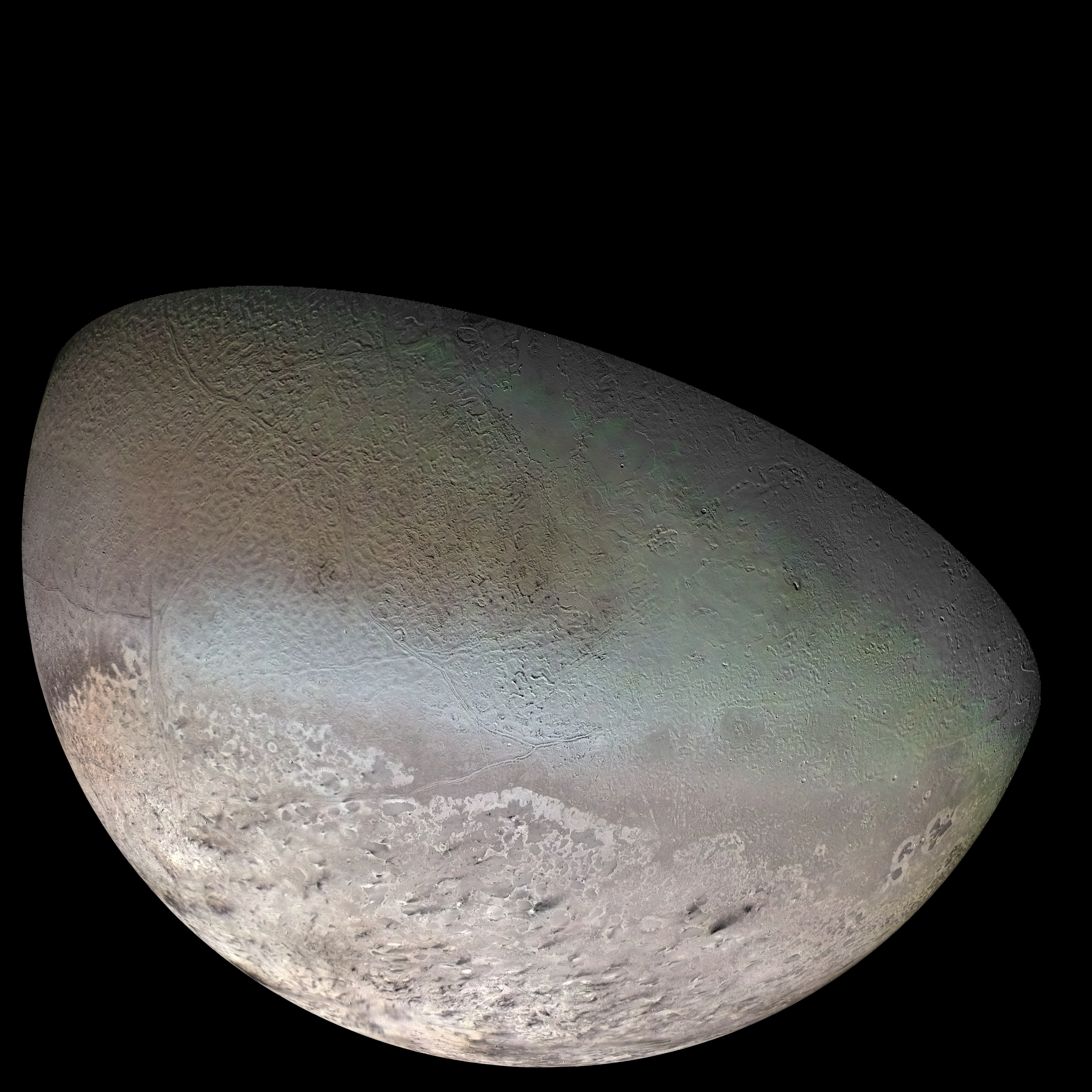
海卫一彩色特寫

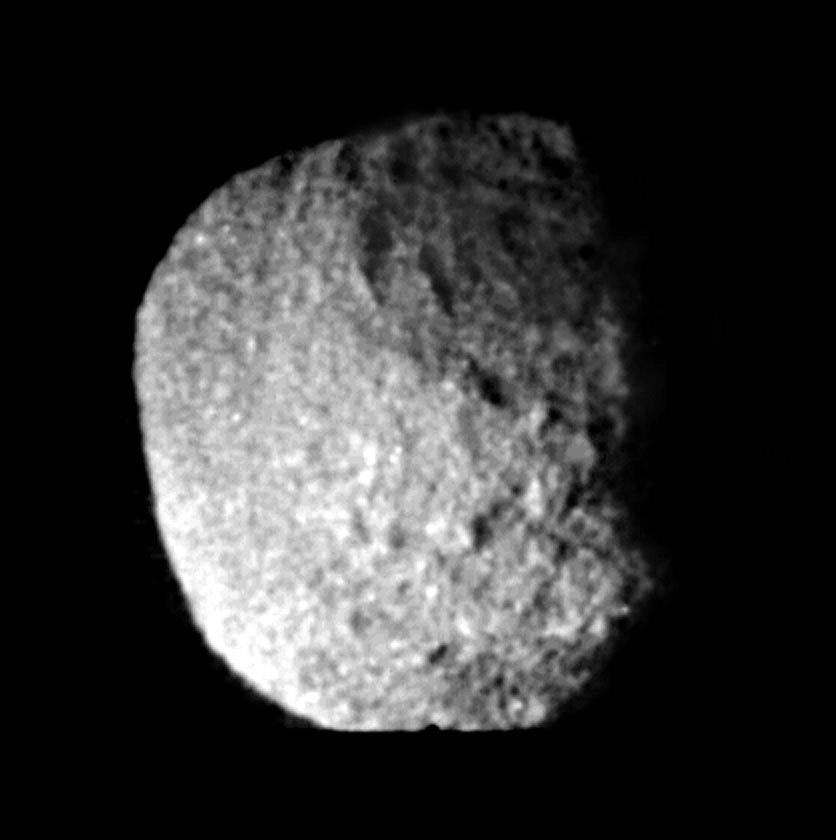
海王星的衛星海衛八

海王星有16顆已知的天然衛星。其中最大的、也是唯一拥有足够质量成为球體的海衛一在海王星被發現17天以後就被威廉·拉塞尔發現了。与其他太陽系行星的大型卫星不同，海卫一以逆行軌道运行，说明它是被海王星俘获的，並很可能曾經是一個柯伊伯帶天体。它与海王星的距离足够近，所以它被锁定在同步軌道上。海衛一将经螺旋轨道緩慢接近海王星，在大約三十六億年後到達洛希極限，被海王星的引力撕裂。海卫一是太陽系中被測量到的最冷的天体，溫度为−235℃（38K），這是因為海卫一的反照率非常高，使其反射大量陽光。
| 海卫一与月球的对比 | 海卫一与月球的对比 | 海卫一与月球的对比      | 海卫一与月球的对比    | 海卫一与月球的对比  | 海卫一与月球的对比 |
| 名称               | 直徑（公里）       | 质量（公斤）            | 軌道半徑（公里）      | 軌道週期（日）      |                    |
| ------------------ | ------------------ | ----------------------- | --------------------- | ------------------- | ------------------ |
| 海卫一             | 2700（月球的80%）  | 2.15×1022 （月球的30%） | 354,800 （月球的90%） | 5.877 （月球的20%） |                    |

海王星第二个已知卫星（依發現順序）是形状不规则的海卫二，它的轨道是太阳系中离心率最大的卫星轨道之一。從1989年7月到9月，旅行者2号發現了六个新的海王星衛星。其中形状不規則的海卫八以拥有一個達到其極限密度而不会被它自身的引力变成球体的最大体积而聞名。尽管它是质量第二大的海王星衛星，它的质量仅有海卫一質量的0.25%。最靠近海王星的海衛三、海衛四、海衛五和海衛六，軌道在海王星的環之內。第二靠外卫星的海衛七在1981年被观察到，當時它遮擋了一顆恆星。起初掩星的原因被归结为行星环上的弧，但据1989年“旅行者2号”的觀察，才發現是由衛星造成的。五个在2002年和2003之間發現的形状不規則衛星在2004年被公開。而現在已知體積最小的一顆衛星，S/2004 N 1則於2013年7月宣布發現，這顆卫星是以結合多張哈勃太空望遠鏡的影像而被發現。由于海王星得名于羅馬神话的海神，它的衛星都以較低等的海神命名。

### 行星环

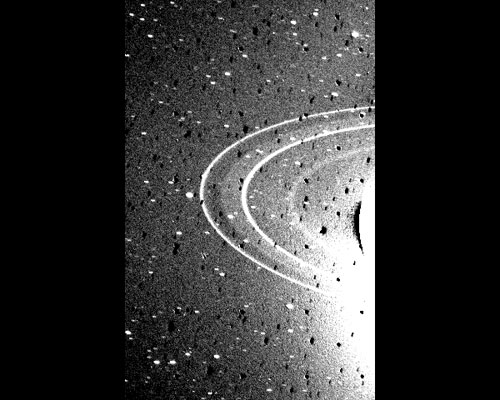
海王星的圓環，由旅行者2號拍摄

海王星有着暗淡的天藍色圓環，但与土星比起来相去甚远。這些環可能由覆有矽酸鹽或含碳物質的冰粒組成，使它們呈現微紅色色調。三個主要環是伽勒環、勒威耶環和拉塞爾環。狹窄的亞當斯環距海王星中心63,000公里外，勒威耶環距中心53,000公里，更寬、更暗的伽勒環距中心42,000公里。勒威耶環外侧的暗淡圆环被命名为拉塞尔；再往外是距中心57,000公里的阿拉戈環。

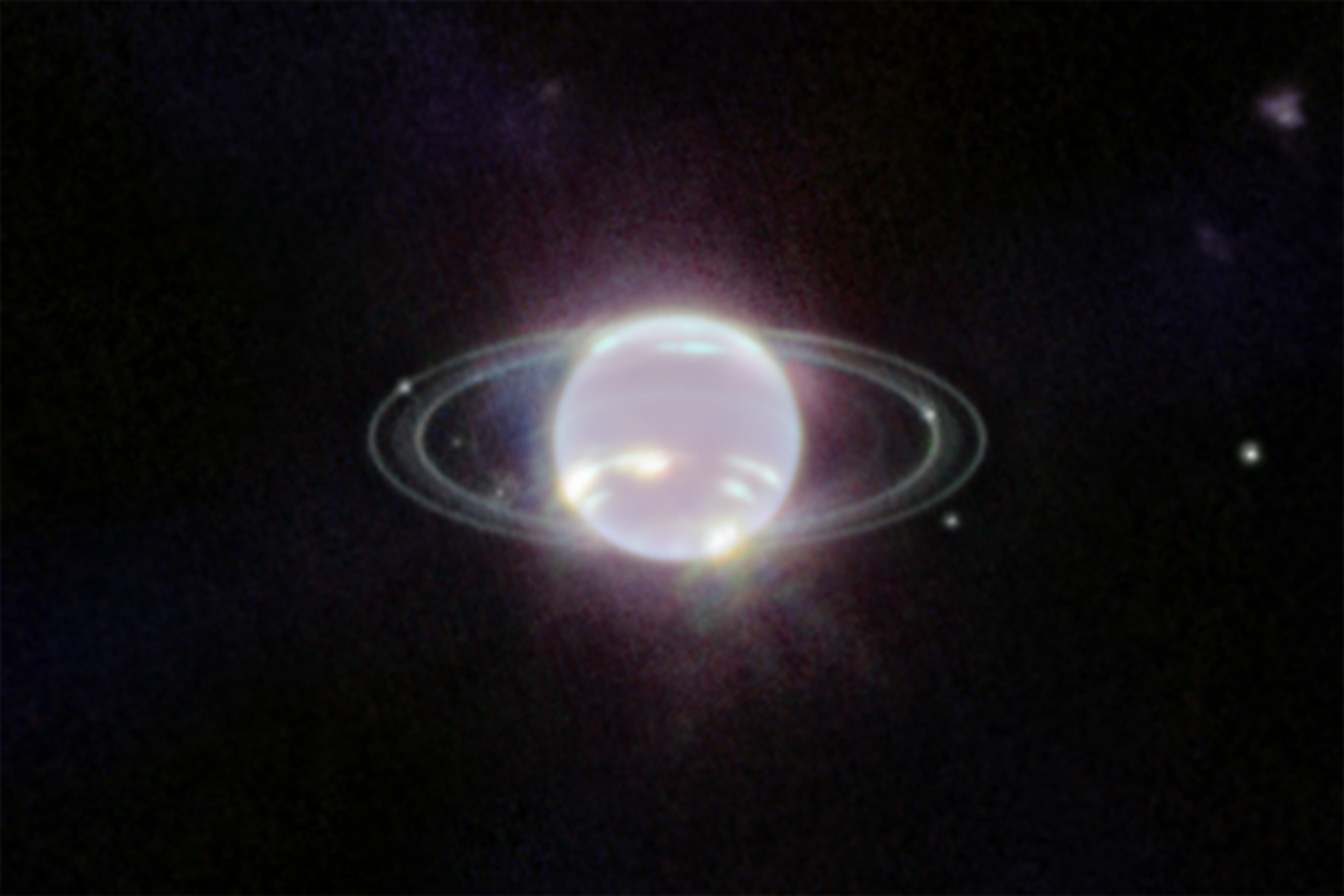
詹姆斯·韦伯太空望远镜通过红外线观测到的海王星环及海王星的卫星

以愛德華·奎南为首的团隊在1968年發現第一個環，這些環在1980年代初期曾被認為也許是不完整的，證據出現在1984年的一次恒星掩星期間，當時環在消失時遮掩了一顆行星，但在出現時卻沒有。然而，“旅行者2号”的发现表明并非如此，旅行者2号在1989年拍摄的图像發現了幾個微弱的光環並補全不完整的部分，解決了這個問題。
最外層的圓環亞當斯，包含五段显著的弧，現在名為“Courage”、“Liberté”、“Egalité 1”、“Egalité 2”和“Fraternité”（勇氣、自由、平等一、平等二、博爱）。 該段弧至今仍難以被科學家理解，因為運動定律预示弧应在不长的時间内变成平均的圆环。天文學家认为，這可能是内侧的卫星海卫六的引力作用束缚了弧的运动。
2005年新发表的在地球上觀察的结果表明，海王星的環比原先以为的更不穩定。凱克天文台在2002年和2003年拍摄的图像显示，與"旅行者2号"拍摄時相比，海王星环发生了显著的退化，特别是“自由弧”，也許在一個世紀左右就会消失。

## 觀測
在1980年至2000年間，主要因為季節的變化，海王星亮度增加了10%。在2024年，海王星的亮度在视星等+7.78+0.06
−0.06。而在1980年之前，這顆行星的視星等則為8.0。海王星由於太過暗淡，肉眼不可見，比木星的伽利略衛星、矮行星穀神星和小行星灶神星、智神星、虹神星、婚神星和韶神星都暗。在使用天文望遠鏡或优质雙筒望遠鏡中觀察海王星時，海王星會显现為一个与天王星很相似的小型藍色圆盤。
海王星離地球較遠，其角直徑只有2.2-2.4角秒，是太陽系行星中最小的。它的视徑之小给研究造成不少困难，因為从望遠鏡中获得的數據相當有限，這種情況在哈伯太空望遠鏡、大型地基望遠鏡與自适应光学技术出現後才获得改善。1997年，天文學家使用了自适应光学技术的望遠鏡在夏威夷首次對海王星作出了科學性的觀測。自1990年代中期以來，哈伯太空望遠鏡和其他地面望遠鏡都發現了不少太陽系的星體，包括外行星的衛星，例如在2004至2005年間發現的五顆直徑介於38至61公里的海王星衛星。
由地球上觀測海王星，每367天便可以看到海王星的逆行運動，導致在每次衝期間，海王星都會以相對背景恆星的循環運動。這運動令海王星於2010年4月和7月、2011年10月和11月在天空中接近1846年行星初次被發現時的座標。
在無線電頻段對海王星的觀測表明，海王星是一些連續物質發射和不規則爆發的來源，這些來源都被認為源自海王星的旋轉磁場。而從紅外線區觀測，可以看到海王星的風暴在較冷的背景下顯得明亮，使得這些特徵的大小和形狀易於追蹤。

## 探測

1977年8月20日—2000年12月30日旅行者2号飛行軌道
旅行者2号·
地球·
木星·
土星·
天王星·
海王星·
太陽

1989年8月25日，旅行者2号最接近海王星，而旅行者2号是直到目前為止唯一造訪過海王星的人類太空船。因為這是旅行者2号飞船所要飞近的最後一个主要行星，它以近距離飛越海卫一，而不考慮轨道方向的變動，正如旅行者1号飞越土星時採用接近土卫六的轨道以觀察卫星的行動。1989年，PBS用從“旅行者2号”傳回地球的图像製作了一个名为Neptune All Night的整晚節目。
旅行者2号在1989年8月25日進入距離海王星大氣層4,400公里以內的地方，在這之前近距離飞越了海卫二，並在同一天晚些時侯靠近海卫一。
這次飛越發現了海王星擁有磁場，而磁場也類似天王星的一般傾斜。旅行者2号还發現了六顆新衛星，也表明海王星有一個非常活躍的天氣系統，並發現海王星環並不止一個。
这次飛越也首次準確測量海王星的質量，結果比以前估計的要少0.5%，反駁了一個認為第九行星干擾海王星和天王星軌道的假設。这次探测也发现了大暗斑。
2018年，中國国家航天局提出神梭計劃，由兩個探測器以不同路徑探索日球層頂，第二個探測器IHP-2預定會在2038年1月在距離海王星雲頂1,000公里上飛掠，並可能在飛掠前釋放大氣撞擊器，之後，它將繼續執行其任務，穿過古柏帶，前往日球層頂。

## 轨道与自转

海王星（紅線）在地球每運行164.79圈時繞太陽（中心）運行一周，淺藍色物體代表天王星

海王星與太陽之間的平均距離為45億公里（30.1天文單位）。海王星的轨道周期（年）大约相当于164.79地球年，並有着±0.1年的變動。2011年7月12日，海王星自發現以來首次完成一個完整軌道，回到1846年被發現时的那个点。由於地球為于其365.25天周期軌道的另一處，以致海王星在這次回歸在天空中的位置和它在1846年被发现时的那个位置不一樣。由於太陽也和太陽系重心有相對運動，在7月11日，海王星也不在1846年被發現時的確切位置，當使用常用的日心座標系，該位置會在7月12日才抵達。
海王星的軌道偏心率為0.008678，使其成為太陽系中軌道第二圓的行星，僅次於金星。
海王星的自转周期（日）大约是16.11小时，自转轴倾角为28.32°。海王星的自轉軸傾角与地球（23.45°）和火星（25°）相近，所以海王星有與地球相似的季節變化。由於海王星是氣體行星，其大氣層會有不同的自轉週期。在赤道附近，自轉週期為18小時，而在極地則只有12小時，這差異在太陽系的行星中是最明顯的，並會導致嚴重的緯度風切。

## 外部連結
- 海王星图片集（页面存档备份，存于）
- Neptune（页面存档备份，存于） Bill Arnett的科普网站nineplanets.org